# Kavčuk
Kavčuk je elastična, naravna ali umetno pridobljena snov, iz katere z vulkanizacijo izdelujemo gumo. Naravni kavčuk je organska snov, ki jo pridobivamo iz nekaterih tropskih rastlin, največ iz drevesa kavčukovca (Hevea brasiliensis); zarežejo v skorjo drevesa, iz katere se izcedi mlečno bel sok lateks. Kavčukovce gojijo na velikih plantažah v tropskih predelih.
                                                       